# وتتون، استافوردشر
وتتون (به انگلیسی: Wetton) یک روستا و محله مدنی در بریتانیا است که در استافوردشر مورلندز واقع شده‌است.